# 이천송정초등학교
이천송정초등학교는 대한민국 경기도 이천시에 있는 공립 초등학교이다.

## 학교 연혁
1999년 10월 20일에 이천송정초등학교 설립인가를 받았다. 2002년 3월 1일에 이천송정초등학교(12학급)를 개교하였고, 이천송정초등학교 병설유치원을 개원하였다. 그리고 초대 한민교 교장이 취임 하였다. 2004년 2월 13일에 제1 회 졸업식 (120명)을 하였다.

## 참고 자료
- 이천송정초등학교 - 한국교육학술정보원 학교알리미